# Гай Фабий Дорсон Лицин
Гай Фабий Дорсон Лицин (лат. Gaius Fabius Dorso Licinus; IV—III века до н. э.) — римский политический деятель из патрицианского рода Фабиев, консул 273 года до н. э. Предположительно внук консула 345 года до н. э. Марка Фабия Дорсуона. Его сыном был консул 246 года до н. э. Марк Фабий Лицин.
Коллегой Гая Фабия по консульству стал Гай Клавдий Канина. Источники не сообщают о каких-либо войнах, происходивших в 273 году до н. э. Главными событиями стали прибытие посольства египетского царя Птолемея Филадельфа, с которым было заключено соглашение о дружбе, и вывод двух колоний: в Косу на севере Этрурии и в Пестум в Лукании.
О судьбе Гая Фабия после консульства ничего не известно.